# Capanna Luigina Resegotti
La capanna Luigina Resegotti (3.624 m s.l.m.) è un bivacco sempre aperto che si trova sul versante sud del Monte Rosa lungo la cresta tra la Valsesia e la valle Anzasca. È collocata lungo la cresta Signal, cresta che conduce alla punta Gnifetti.

## Caratteristiche
Sul luogo doveva sorgere un bivacco fisso del CAAI. La capanna  fu costruita nel 1927 per ricordare l'alpinista Luigina Resegotti morta travolta da una valanga ed è stata ristrutturata più volte.

## Accesso
Superata Alagna Valsesia si arriva alla località  Acqua Bianca. Di qui si procede a piedi ed occorrono circa sei ore per arrivare alla capanna. Il percorso prevede di passare all'alpe Von Bitz, all'Alpe Blatte, al rifugio Barba Ferrero, all'alpe Vigne superiore e fino ad arrivare alla crepacciata finale del ghiacciaio delle Locce. L'ultimo tratto di ripide rocce viene superato con l'aiuto di alcune corde fisse.

## Ascensioni
- Punta Gnifetti - 4.554 m - per la cresta Signal
- Punta Parrot - 4.432 m

## Traversate
- Rifugio Zamboni-Zappa - 2.070 m